# C-TV Coptic Channel
C-TV Coptic Channel ist ein koptisch-orthodoxer Fernsehkanal. Der Träger des Kanals ist die Koptisch-orthodoxe Kirche. Der Sender wird finanziert von dem ägyptischen Apotheker und Geschäftsmann Tharwat Bassili. Im November 2007 ging der Sender, der über den Satelliten Hot Bird des Satellitenbetreibers Eutelsat ausgestrahlt wird, erstmals auf Sendung. 
Es werden insbesondere koptische Gottesdienste, Reden des Patriarchen, christliche Filme und Musik, theologische Diskussionen und Predigten übertragen sowie Dokumentationen über Kirchen und Klöster in Ägypten. Das Programm läuft 24 Stunden und sendet in arabischer Sprache.